# 7 Rezerwowa Dywizja Piechoty (Cesarstwo Niemieckie)
7 Rezerwowa Dywizja Piechoty (niem. 7. Reserve-Division)  – związek taktyczny Armii Cesarstwa Niemieckiego. 
W sierpniu 1914 rozwinięto w Niemczech do etatów wojennych istniejące w okresie pokoju związki operacyjne (armie) i związki taktyczne. W tym też miesiącu z rekrutów, rezerwistów i ochotników znajdujących się  w korpuśnych ośrodkach szkoleniowych zorganizowano jednostki rezerwowe.

W składzie IV Rezerwowego Korpusu Armijnego została rozwinięta między innymi 7 Rezerwowa Dywizja Piechoty. W I wojnie światowej dywizja walczyła na froncie zachodnim.

## Struktura organizacyjna
Skład w sierpniu 1914:
- dowództwo dywizji
- 13 Rezerwowa Brygada Piechoty
  - 27 rezerwowy pułk piechoty
  - 36 rezerwowy pułk piechoty
- 14 Rezerwowa Brygada Piechoty
  - 66 rezerwowy pułk piechoty
  - 72 rezerwowy pułk piechoty
  - 4 rezerwowy batalion strzelców
- 7 rezerwowy pułk artylerii polowej
- 1 rezerwowy pułk jazdy ciężkiej